# Made in Japan (近藤真彦の曲)
「Made in Japan」（メイド イン ジャパン）は、近藤真彦25作目のシングル。1988年4月8日発売された。発売元はCBS/SONY RECORDS。

## 概要
近藤がソニーレコード移籍後、初の松本隆・筒美京平コンビ作品のシングル。
同年11月2日発売アルバム「JAPAN」には、ロング・ヴァージョンで収録。
このシングルから、EP、CT、CDの3形態同時リリースが開始される。
近藤のロゴマークMK入りの特製ペーパースリーブ仕様。

## 収録曲
1. Made in Japan
作詞：松本隆／作曲：筒美京平／編曲：Mark Davis
2. Baby It's You
作詞：松本隆／作曲：筒美京平／編曲：清水信之